# 第46回ヴェネツィア国際映画祭
第46回ヴェネツィア国際映画祭は、1989年9月4日から9月15日にかけて開催された。

## 上映作品

### コンペティション部門
| 日本語題                 | 原題                              | 監督                           | 製作国           |
| ------------------------ | --------------------------------- | ------------------------------ | ---------------- |
|                          | Australia                         | ジャン＝ジャック・アンドリアン | ベルギー         |
|                          | Christian                         | ガブリエル・アクセル           | デンマーク       |
|                          | Island                            | ポール・コックス               | オーストラリア   |
| ベルリン・エルサレム     | Berlin-Yerushalaim                | アモス・ギタイ                 | イスラエル       |
| おかえりなさい、リリアン | She's Been Away                   | ピーター・ホール               | イギリス         |
|                          | Blauäugig                         | ラインハルト・ハウフ           | 東ドイツ         |
| 悲情城市                 | 悲情城市                          | ホウ・シャオシェン             | 台湾             |
|                          | Et la lumière fut                 | オタール・イオセリアーニ       | フランス         |
|                          | New Year's Day                    | ヘンリー・ジャグロム           | アメリカ合衆国   |
|                          | Sedím na konári a je mi dobre     | ユライ・ヤクビスコ             | チェコスロバキア |
| 千利休 本覺坊遺文        | 千利休 本覺坊遺文                 | 熊井啓                         | 日本             |
| デカローグ               | Dekalog                           | クシシュトフ・キェシロフスキ   | ポーランド       |
|                          | Layla                             | タイエブ・ルーイチ             | チュニジア       |
|                          | Scugnizzi                         | ナンニ・ロイ                   | イタリア         |
| 黄色い家の記憶           | Recordações da Casa Amarela       | ジョアン・セーザル・モンテイロ | ポルトガル       |
|                          | Muzh i doch' Tamary Aleksandrovny | オルガ・ナルツカヤ             | ソビエト連邦     |
|                          | Μ'αγαπάς                          | ヨルゴス・パノショープロス     | ギリシャ         |
| お家に帰りたい           | I Want to Go Home                 | アラン・レネ                   | フランス         |
| BARに灯ともる頃          | Che ora è?                        | エットーレ・スコラ             | イタリア         |
|                          | Ek Din Achanak                    | ムリナール・セーン             | インド           |
|                          | Fallgropen                        | ヴィルゴット・シェーマン       | スウェーデン     |
| ローズヒルの女           | La femme de Rose Hill             | アラン・タネール               | スイス           |
| 禁断のつぼみ             | El sueño del mono loco            | フェルナンド・トルエバ         | スペイン         |
| ムーンリットナイト       | In una notte di chiaro di luna    | リナ・ウェルトミューラー       | イタリア         |

## 審査員
- アンドレイ・スミルノフ （ ソビエト連邦/映画監督）
- ネストール・アルメンドロス （ スペイン/撮影監督）
- プピ・アヴァティ （ イタリア/映画監督）
- クラウス・マリア・ブランダウアー （ オーストリア/俳優）
- ウルミラ・グプタ （ インド/映画監督）
- ダニエル・ヘイマン （ フランス/映画批評家）
- エレニ・カラインドルー （ ギリシャ/作曲家）
- ジョン・ランディス （ アメリカ合衆国/映画監督）
- マリアンゲラ・メラト （ イタリア/女優）
- デヴィッド・ロビンソン（英語版） （ イギリス/映画批評家）
- シエ・チン （ 中国/映画監督）

## 受賞結果
- 金獅子賞：『悲情城市』（ホウ・シャオシェン）
- 銀獅子賞：『黄色い家の記憶』（ジョアン・セーザル・モンテイロ）、『千利休 本覺坊遺文』（熊井啓）
- 審査員特別大賞：『Et la lumière fut』（オタール・イオセリアーニ）
- 男優賞：マルチェロ・マストロヤンニ、マッシモ・トロイージ （『BARに灯ともる頃』）
- 女優賞：ペギー・アシュクロフト、ジェラルディン・ジェームズ （『おかえりなさい、リリアン』）
- 脚本賞：ジュールス・ファイファー （『お家に帰りたい』）
- 撮影賞：ヨルゴス・アルヴァニティス （『Australia』）
- 音楽賞：クラウディオ・マットーネ （『Scugnizzi』）
- 上院議会金メダル：『Scugnizzi』（ナンニ・ロイ）